# Bodilus comptifer
Bodilus comptifer är en skalbaggsart som beskrevs av Rudolph Petrovitz 1958. Bodilus comptifer ingår i släktet Bodilus och familjen Aphodiidae. Inga underarter finns listade.